# Pat Hughes
George Patrick Hughes, detto Pat (Sutton Coldfield, 21 dicembre 1902 – Sutton Coldfield, 8 maggio 1997), è stato un tennista britannico.

## Carriera
Nel 1933, in coppia con Fred Perry, si aggiudica l'Open di Francia nel doppio maschile, e nel 1934 la stessa specialità agli Australian Open. Nel 1936, con Raymond Tuckey si aggiudica il doppio nel torneo di Wimbledon. Dal 1929 al 1936 è stato membro della nazionale britannica di Coppa Davis.
È stato il primo giocatore britannico ad essersi aggiudicato gli internazionali d'Italia, nel 1931, impresa replicata da Andy Murray nel 2016.